# CNA Rondine 500

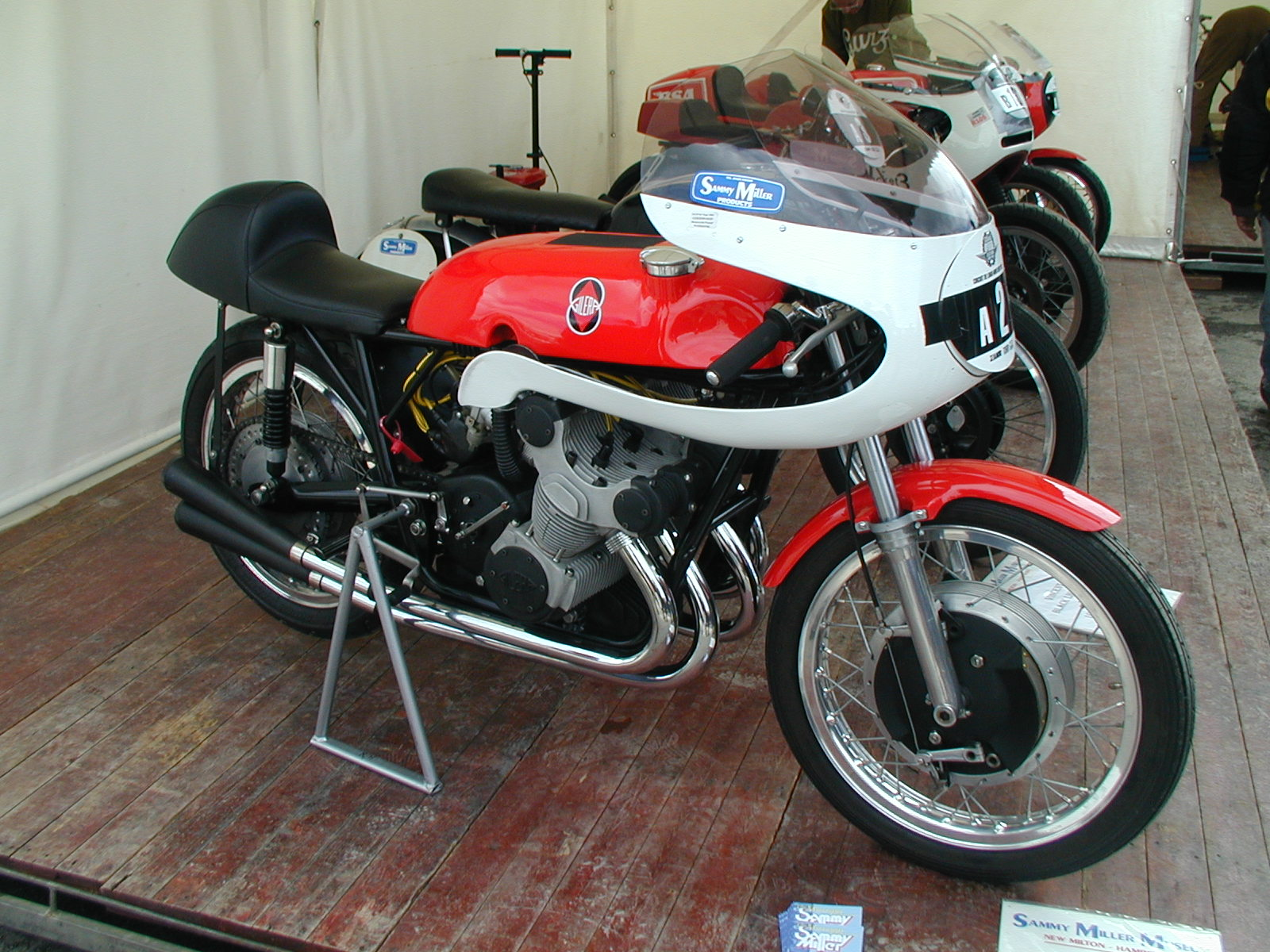
La Gilera 500 4C, ultima evoluzione dalla "Rondine"

La CNA Rondine 500, precedentemente denominata OPRA 500 GP e in seguito divenuta Gilera 500 4C, è un motociclo italiano da competizione. Il suo motore ha una particolare rilevanza storica, in quanto progenitore dei moderni propulsori quadricilindrici fronte marcia.
Contrariamente alla tradizione italiana che posiziona al Nord la gran parte delle industrie motoristiche, questa esperienza tecnica è nata e si è sviluppata a Roma.

## La storia

### Gli inizi
Nel 1923, Carlo Gianini e Piero Remor erano due giovani ingegneri neolaureati residenti nella capitale, in quel turbolento periodo che seguì la marcia su Roma e precedette il delitto Matteotti.
I due ingegneri, in una piccola officina del centro di Roma nei pressi delle Terme di Diocleziano, progettarono un sofisticato motore a 4 cilindri frontemarcia, ma dovettero sospendere il loro lavoro in quanto non disponevano dei capitali necessari a realizzare il prototipo del propulsore.

Piero Taruffi effettua i primi collaudi della Rondine sull'Autodromo del Littorio nel 1934

Grazie ad alcune amicizie universitarie, ebbero la possibilità di sottoporre la loro idea al conte Giovanni Bonmartini, facoltoso personaggio originario di Padova, discreto pilota automobilistico, divenuto famoso per aver partecipato alla marcia su Roma, accompagnandola dall'alto a bordo di un piccolo aereo della CNA (Compagnia Nazionale Aeronautica), da lui fondata.
Desideroso di mettersi in buona luce nell'Italia "entusiasta e audace" del tempo, Bonmartini accettò di finanziare il progetto e, nel 1926, costituì la GBR (sigla dei cognomi Gianini Bonmartini Remor) che in meno di due anni portò a termine la prima versione del motore: un mezzo litro raffreddato ad aria che sviluppava al banco la potenza, ragguardevole per l'epoca, di 28 CV a 6.000 giri.
Visti i buoni risultati, nel 1927, i tre decisero di fondare la OPRA (acronimo di Officine di Precisione Romana Automobilistiche). Nell'intenzione dei fondatori, la OPRA si prefiggeva il compito di sviluppare il motore ed offrirlo alle case motociclistiche ed automobilistiche europee per la costruzione su licenza. Il nuovo motore venne dotato di raffreddamento misto e la potenza salì a 32 CV a 6.500 giri.
Ciò nonostante, il propulsore non ebbe il successo sperato e, per alcune divergenze con Bonmartini, Remor decise di fuoriuscire dalla società. Al Salone di Milano del 1928 fu presentata la OPRA 500 GP, ma l'attività della OPRA venne fermata, per essere posta in liquidazione verso la fine del 1929. L'azienda finì per essere assorbita dalla CNA, nella quale confluì anche Gianini, cui venne affidata la direzione del reparto progettazione motori aeronautici.

### La CNA
Gianini si distinse anche nel campo aeronautico, progettando e realizzando per la CNA il propulsore "C7" per aerei da turismo leggero, adattabile a varie aeromobili che sviluppava 180 Cv di potenza. Il propulsore, montato su un velivolo Fiat AS.1 opportunamente modificato, fu protagonista del primato mondiale di altezza per aerei da turismo della 1ª categoria, facendo raggiungere a Renato Donati la quota di 8.334 metri, il 10 dicembre del 1932, presso l'aeroporto Littorio di Roma.

Da sinistra: Rossetti, Gianini e Taruffi con la CNA Rondine vittoriosa a Tripoli nel 1935

L'occasione per riprendere in mano i progetti della "Rondine", si presentò due anni più tardi, quando venne istituito il Gran Premio Motociclistico di Tripoli da Italo Balbo, divenuto governatore della Tripolitania e Cirenaica, dopo aver lasciato la poltrona di ministro dell'Aeronautica.
All'epoca in cui era ministro, Balbo s'era scontrato diverse volte con Bonmartini, quale amministratore delegato della CNA. Fra i due era nato un acceso antagonismo politico e, ora, Bonmartini accarezzava l'idea di mandare due motociclette a Tripoli per vincere il GP indetto dal rivale per il 1935.
La voglia di riscatto del conte Bonmartini e di Gianini, pur con diverse motivazioni, resero possibile la realizzazione, in soli otto mesi, di una nuova motocicletta, creata sulle basi dell'OPRA, ma sviluppata ulteriormente e senza badare a spese. L'evoluzione da GP venne dotata di compressore volumetrico, distribuzione con doppio albero a camme, imbiellaggio e banchi su rulli, canne dei cilindri nitrurate, cambio con preselettore a 4 marce e telaio in lamiera stampata. La potenza, per quegli anni, è impressionante: 87 cavalli a 9.000 giri.

### La Rondine

Bonmartini (claudicante per la caduta nel tentativo di record) con Taruffi.

Il frutto del lavoro verrà battezzato con il nome di "Rondine", in memoria dell'aereo che aveva sorvolato la marcia su Roma.
Due "Rondine", affidate a Taruffi e Rossetti, vengono quindi schierate al GP di Tripoli del 1935. Nonostante la presenza ufficiale di grandi case come Guzzi e Norton, le "Rondine" conquistarono il primo e secondo posto, sotto gli occhi esterrefatti di Italo Balbo che, pur di non essere costretto a premiare il rivale, abbandonò indispettito il palco delle autorità.
Visto il successo, Bonmartini affidò alla "Rondine" la sua riscossa politica, anche mettendosi personalmente alla guida, nel tentativo di battere il record mondiale di velocità sul chilometro lanciato e rimediando una rovinosa caduta sull'autostrada  Firenze-Mare.

Lo staff della CNA prepara il tentativo di record sulla Firenze-Mare nel 1935

Il record venne poi conquistato da Taruffi il 19 novembre 1935, percorrendo la distanza dei mille metri in 14 secondi e 72 centesimi alla media di 244,316 km/h.
Ma fu il canto del cigno. La lotta tra Bonmartini e Balbo volse a favore di quest'ultimo, segnando la fine politica del nobile romano. La CNA viene nazionalizzata ed il progetto "Rondine" fu ceduto alla Caproni che, digiuna di esperienze motociclistiche, incaricò Taruffi di trovare un compratore.
Taruffi la offrì alla Gnome et Rhône, alla Moto Guzzi ed infine alla Gilera, senza ottenere risposte confortanti.

### La Gilera 500 Rondine

Remor accompagna la Gilera Rondine durante i tentativi di record del 1937

Dopo il rifiuto delle prime, fu la Gilera ad aggiudicarsi le sei moto costruite ed il pacco dei disegni con un'offerta che si disse irrisoria, ma che venne immediatamente accettata dalla Caproni, desiderosa di disfarsi di quel "ramo secco".
L'ulteriore sviluppo della Rondine fu immediatamente attuato, anche grazie alle cure di Remor che, nel frattempo, era approdato alla Gilera.
La CNA Rondine 500, divenuta Gilera 500 Rondine si aggiudicò una miriade di gare internazionali negli anni precedenti la seconda guerra mondiale, oltre a portare il record mondiale di velocità a 274.181 km/h, stabilito ancora una volta da Taruffi, il 21 ottobre 1937 sulla autostrada Milano-Bergamo.
Nel secondo dopoguerra, alla ripresa delle competizioni internazionali, la "Rondine" con compressore restava la moto da battere, né gli avversari vedevano possibilità di realizzare tale proposito. Fu probabilmente per questo che, su istanza dei "vincitori" inglesi, le autorità sportive vietarono l'uso del compressore. Ma l'espediente non ebbe un effetto duraturo. La Gilera 4C GP, dopo essere stata convertita all'alimentazione atmosferica, tornò sui campi di gara del neonato motomondiale e, dal 1950 al 1957, conquistò 6 titoli iridati piloti e 5 titoli costruttori, nella classe 500 e 1 titolo costruttori nella classe 350.

## Gli effetti sulla produzione motociclistica mondiale

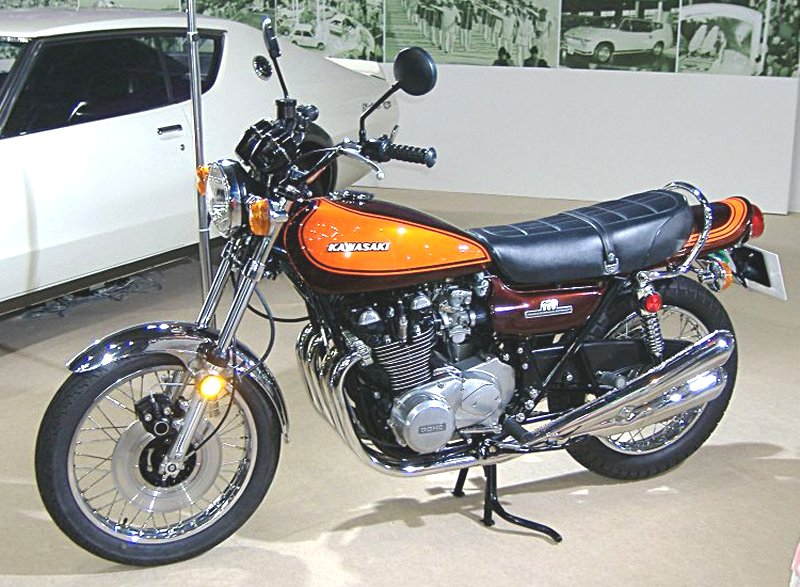
La Kawasaki 900 Z1 del 1972, uno dei più riusciti modelli nipponici, ispirati dalla "Rondine"

Lo schema tecnico della "Rondine", oltre alle vittoriose Gilera, fu alla base anche delle ancor più vittoriose MV Agusta, sempre progettate da Remor e poi replicate in versione stradale nella produzione d'élite della piccola casa varesina.
Le aziende europee, tuttavia, non riuscirono a capire l'enorme potenzialità commerciale di quel progetto, destinato a divenire il prototipo mondiale della "moto moderna".
Nella seconda metà degli anni sessanta, le industrie giapponesi fecero del motore quadricilindrico fronte marcia la loro arma migliore per invadere i mercati "occidentali", con modelli di successo come la Honda CB 750 Four o la Kawasaki 900 Z1, dopo averli sperimentati sui campi di gara del motomondiale.
La strada aperta da Honda e Kawasaki fu poi seguita anche da Suzuki e Yamaha, portando l'industria nipponica ad annullare la produzione motociclistica inglese e fortemente ridimensionare quella italiana.